# Santa Maria ai Monti

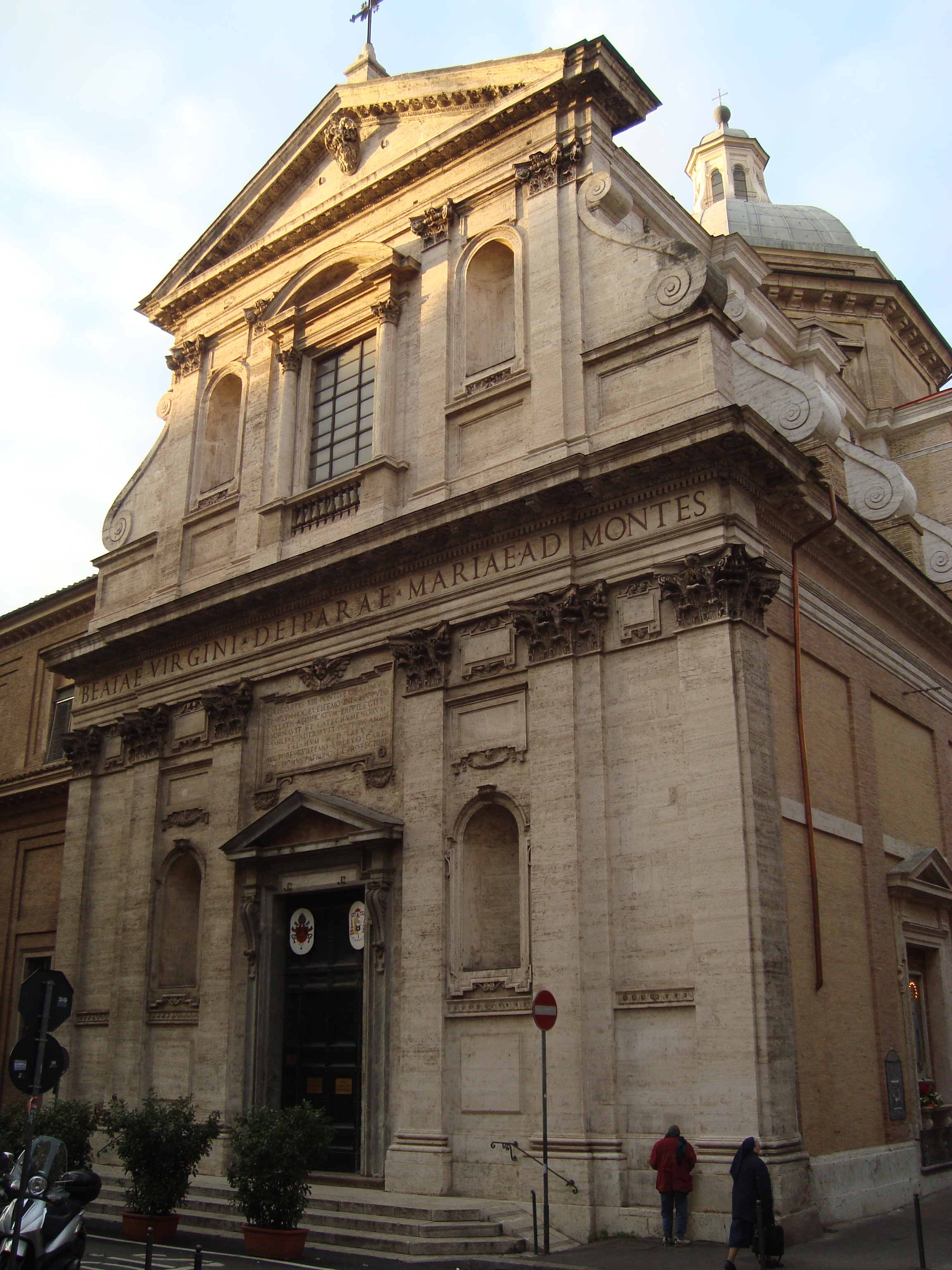
Die Fassade

Santa Maria ai Monti (lat.: Sanctae Mariae ad Montes), in der Literatur auch Santa Maria dei Monti, in Rom häufiger in der Kurzform und uneinheitlich Madonna ai Monti beziehungsweise Madonna dei Monti genannt, ist eine Kirche in Rom. Sie entstand im späten 16. Jahrhundert und gilt als eine der schönsten Kirchen Roms aus dieser Zeit. Sie ist Pfarrkirche und Titelkirche der römisch-katholischen Kirche.

## Lage
Die Kirche liegt im I. römischen Rione Monti an der nach ihr benannten Via della Madonna dei Monti, mit ihrer Ostseite an einer Ecke zur Via dei Serpenti etwa 300 Meter östlich des Augustusforums. In der Literatur werden beide Straßennamen für den Besucher genannt. Ihren Namen hat sie von der Lage in diesem Rione.

## Geschichte und Baugeschichte
Der Legende nach soll an dieser Stelle in früherer Zeit ein Kloster gestanden haben, welches verfiel und nur noch als Heuschober diente. 1579 sei von der Frau des Besitzers ein Beben vernommen worden. Daraufhin habe sich ihr Mann im Heuschober mit einer Sichel Klarheit über die Vorgänge beschaffen wollen, woraufhin ein im Heu verborgenes Marienbild ihn um Verschonung vor Verletzung gebeten habe.
Der Bau wurde 1580 im Zuge eines gegenreformatorischen Bauprogramms unter Papst Gregor XIII. begonnen, planender und ausführender Baumeister war Giacomo della Porta, der Bau gilt als sein Hauptwerk. Die Kirche steht in diesem Kontext im Zusammenhang mit der Baugeschichte sowohl des Petersdoms als auch beispielsweise der Kirche Sant’Atanasio dei Greci. Erbaut wurde sie zur Aufbewahrung des Marienbildes sowie auch als Noviziatskirche.
Della Porta orientierte sich beim Bau sowohl an der Fassade als auch im Inneren an der Kirche Il Gesù, deren Fassade hatte er 1577 errichtet.

## Fassade
Die Fassade ist zweigeschossig und fünfachsig ausgeführt. Im Untergeschoss wird sie durch Pilaster mit Kapitellen korinthischer Ordnung gegliedert. Die Breite der Travéen nimmt von den seitlichen Achsen zur Mitte hin zu, was zu einer Betonung der Mittelachse führt. Die äußeren Pilaster des dreiachsigen Mittelteils sind im Unter- wie im Obergeschoss hinterlegt, das hängt mit der Breite der Fassade zusammen, es war nicht genügend Platz wie bei Il Gesú, um mit Doppelpilastern zu arbeiten. Der eigentliche Zugang ist als Ädikulaportal gestaltet. Im Unter- wie im Obergeschoss sind die Flächen neben der Mittelachse mit Nischen als weiteres Gliederungselement versehen. Oberhalb des nur einmal verkröpften Gesimses wiederholt sich das Programm des Untergeschosses, anstelle der äußeren Achsen vermitteln Voluten zwischen den Geschossen, anstelle des Portals ist ein mit einem durchbrochenen Segmentgiebel überfangenes Fenster eingefügt, welches von Säulen flankiert ist. Der an sich einfache bekrönende Giebel ist, den Gliederungen der Fassade folgend, dreifach gestaffelt. Grundmann bemerkt zur Fassade: „Mit dieser harmonischen Gewichtsverteilung führte della Porta die Genese der Barockfassade einen wichtigen Schritt weiter“.

## Inneres und Ausstattung

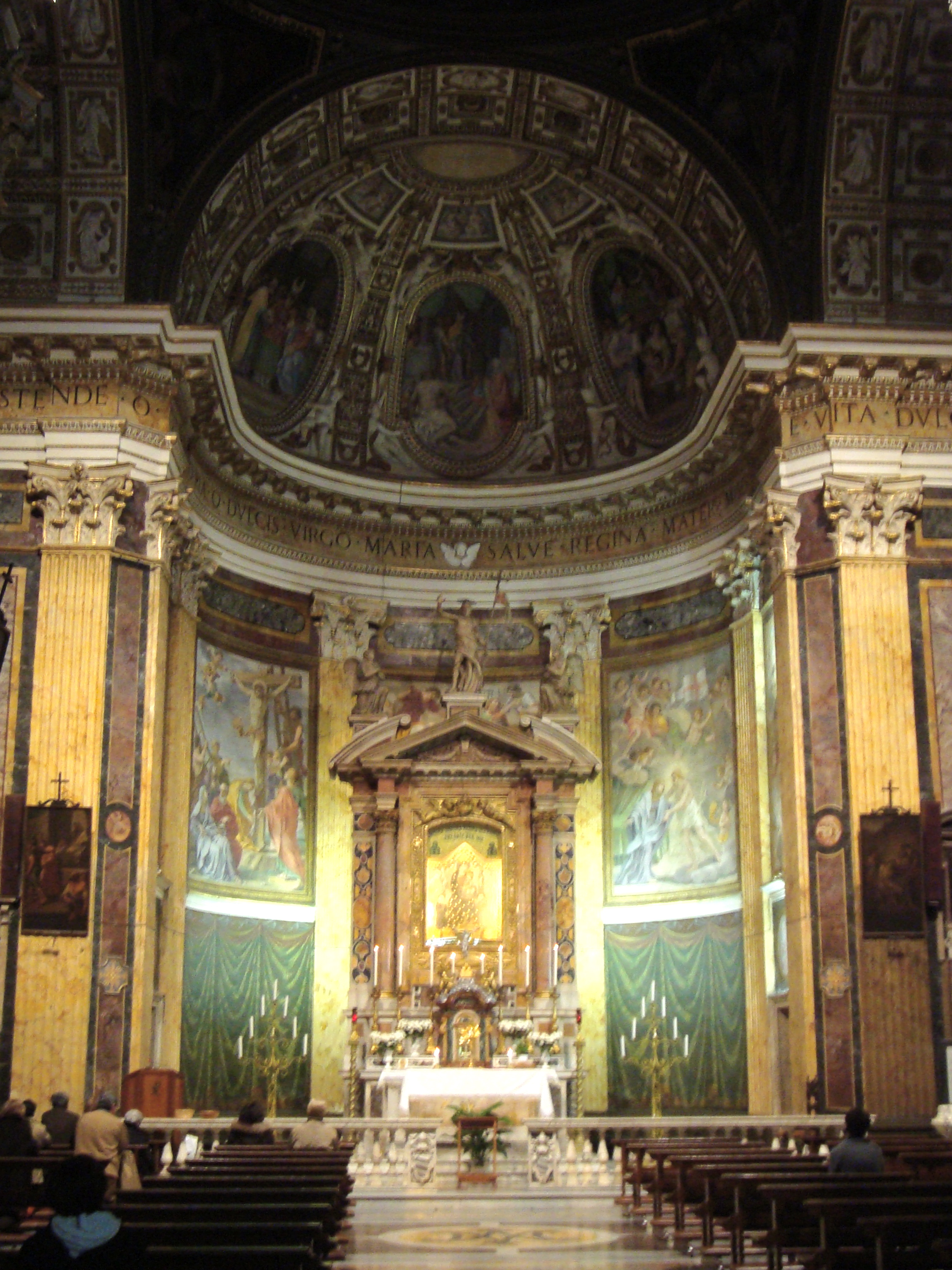
Blick in die Apsis zum Hochaltar

Auch hier dem Vorbild von Il Gesú folgend, gestaltete della Porta die Kirche als einschiffigen Saalbau mit Seitenkapellen, die Betonung des Innenraumes liegt auf der Vierung mit der Kuppel. Das kurz gestaltete Langhaus wird von einem Tonnengewölbe überfangen, eine Besonderheit stellen die mittleren der jeweils drei Seitenkapellen des Langhauses dar. Sie sind noch tiefer als die ohnehin schon tiefen Kapellen ausgeführt, so dass sich der Eindruck fast eines zweiten Querhauses ergibt. Die Arme des eigentlichen Querhauses gehen nicht über die Breite des Mittelschiffs mit den Kapellen hinaus, daran schließt sich die breite, halbrunde Apsis mit dem Hochaltar an. Die Pfeiler der Vierung sind, im Gegensatz zur Fassade, kanneliert ausgeführt, auch sie mit Kapitellen korinthischer Ordnung versehen.
Die Kirche ist reich mit Fresken verziert, sie stammen einheitlich aus der Schule von Niccolò Circignani, genannt Pomarancio. Mitgewirkt, auch an den Altarbildern, haben Künstler wie Orazio Gentileschi, Durante Alberti, Paris Nogari oder Cristoforo Casolani (Cappella della SS. Trinità: Giovanni Battista, Francesco, Giovanni Evangelista e la Maddalena) und andere.
Das im Hochaltar gefasste Marienbild ist dasjenige, welches zum Bau der Kirche Anlass gab.
Im Altar der hintersten Kapelle links sind die Reliquien des hl. Benoît Joseph Labre enthalten, er starb 1783 auf seiner Pilgerreise auf den Stufen der Kirche.
Die Kirche wurde 1960 von Papst Johannes XXIII. zur Titelkirche erhoben.
Der das Noviziat enthaltende Konventsbau, der sich an die Kirche anschließt, ist ein Werk von Gaspare de Vecchi. Er wurde zur Zeit des Pontifikats Papst Urbans VIII. von 1635 bis 1639 errichtet und geht auf eine Stiftung des Kardinals Antonio Barberini zurück.

## Öffnungszeiten
Die Kirche ist von 07:30 bis 22:00 Uhr geöffnet.